# Lendo Wielkie
Lendo Wielkie (prononciation [ˈlɛndɔ ˈvjɛlkʲɛ]) est un village de la gmina de Nowodwór du powiat de Ryki dans la voïvodie de Lublin, situé dans l'est de la Pologne.
Il se situe à environ 6 kilomètres au nord-est de Nowodwór (siège de la gmina), 17 kilomètres à l'est de Ryki (siège du powiat) et 55 kilomètres au nord-ouest de Lublin (capitale de la voïvodie).
Le village comptait approximativement une population de 227 habitants en 2009.

## Histoire
Au cours de la Seconde Guerre mondiale, pendant l'occupation nazie de la Pologne , le village de Lendo Wielkie a été attaqué par un commando allemand le 5 février 1943, en représailles à des mouvements de partisans dans la région. Plus de 30 habitants ont été tués et leurs maisons brûlées.
De 1975 à 1998, le village est attaché administrativement à la voïvodie de Siedlce.
Depuis 1999, il fait partie de la nouvelle voïvodie de Lublin.